# IMDG
IMDG (anglicky In-Memory Data Grid) je zkratka pro distribuované objektové úložiště. Data jsou uložena v operační paměti ve tvaru klíč - hodnota. Oproti tradičním systémům, ve kterých jsou typy klíčů a hodnot omezeny polem bajtů (byte array) nebo řetězcem (String), v IMDG žádné omezení není: lze použít jakýkoliv objekt. Tato vlastnost významně zvyšuje agilitu tím, že umožňuje ukládat jakékoliv objekty bez serializace/deserializace navíc.

## Rozdil od IMDB
Na rozdíl od IMDB, In-Memory Data Grid osvobozuje uživatele od nutnosti používání ORM a umožňuje přistupovat v datům jako k obecné hash-tabulce. To se hodí pro snadné využití v nejpopulárnějších programovacích jazycích, jako Java, C#/.Net, Python, C++ atd.

## Charakteristika
Úkolem, který řeší IMDG je zajištění rychlého přístupu k datům prostřednictvím jejich uložení do operační paměti (RAM) v distribuovaném stavu.
Moderní in-memory technologie umožňují spojení s existujícími úložišti dat jako například Hadoop nebo Postgresql. V takovém případě bude IMDG systém splňovat funkci cache.

Různé systémy mají různé mechanismy zamykání přístupu k datům, nejmodernější poskytují konkurenční zamykací mechanismus (jako například MVCC - Multi-Version Concurrency Control) a zároveň splňují ACID vlastnosti s největším výkonem.

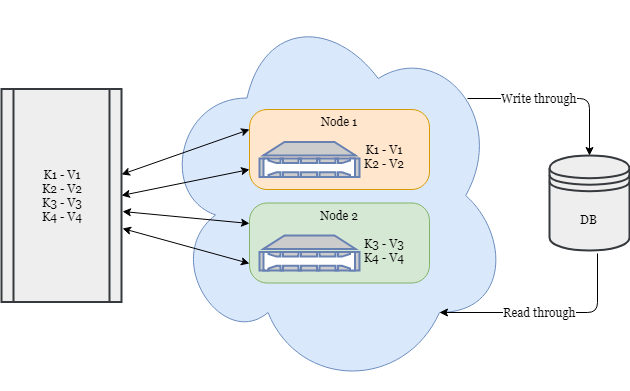
Příklad použití IMDG

## Příklady použití
IMDG se dá použít buď jako datové úložiště, nebo jako cache vrstvu pro již existující databázi. Na obrázku je uvedena schema klasického použití IMDG.
V takovém konkrétním případě každý klíč s množinou hodnot patří do jednotlivého uzlu. Vnější databáze není povinná, ale pokud se vyskytuje, tak, zpravidla, IMDG bude automatické načítat a zapisovat data do databáze.

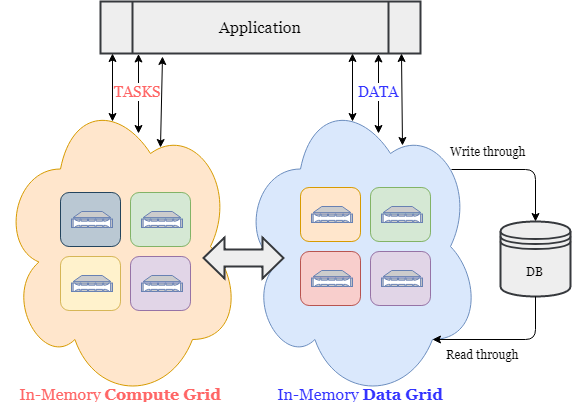

## Použití IMDG a Compute Grid
Typická in-memory architektura rozděluje data v klasteru pomocí IMDG, pak se spustitelný kód posílá do těch serverů, ve kterých jsou potřebná data. Integrace mezi IMDG a Computer Grid je velmi důležitá, protože získaný spustitelný kód (výpočetní úkol), obvykle je součástí gridových výpočtů (Grid computing) a musí být správně nasazen (deploy), sbalancován (load-balancing), mít vysokou stupeň odolnosti proti selhání (fail-over) a mít možnost být spustitelný podle předem daného rozvrhu.

## Specifické funkcionální rysy
- Neomezený typ uložených klíčů a hodnot.
- Podpora distribuovaných ACID transakcí. Obecně řečeno 2-phase-commit (2PC) protokol zajišťuje konzistenci dat uvnitř klasteru. Systémy IMDG splňují ACID (atomicita (atomicity), konzistence (consistency), izolovanost (isolation), trvalost (durability)).
- Podpora stovek tisíc změn in-memory dat.
- Snadná horizontální škálovatelnost bez rozložení.
- Rychlejší přístup k datům díky uložení v RAM paměti.

## Existující IMDG řešení
- Hazelcast IMDG
- GridGain (Apache Ignite)
- Redis
- Apache Geode
- Infispan
- Ehcache